# 環境の日

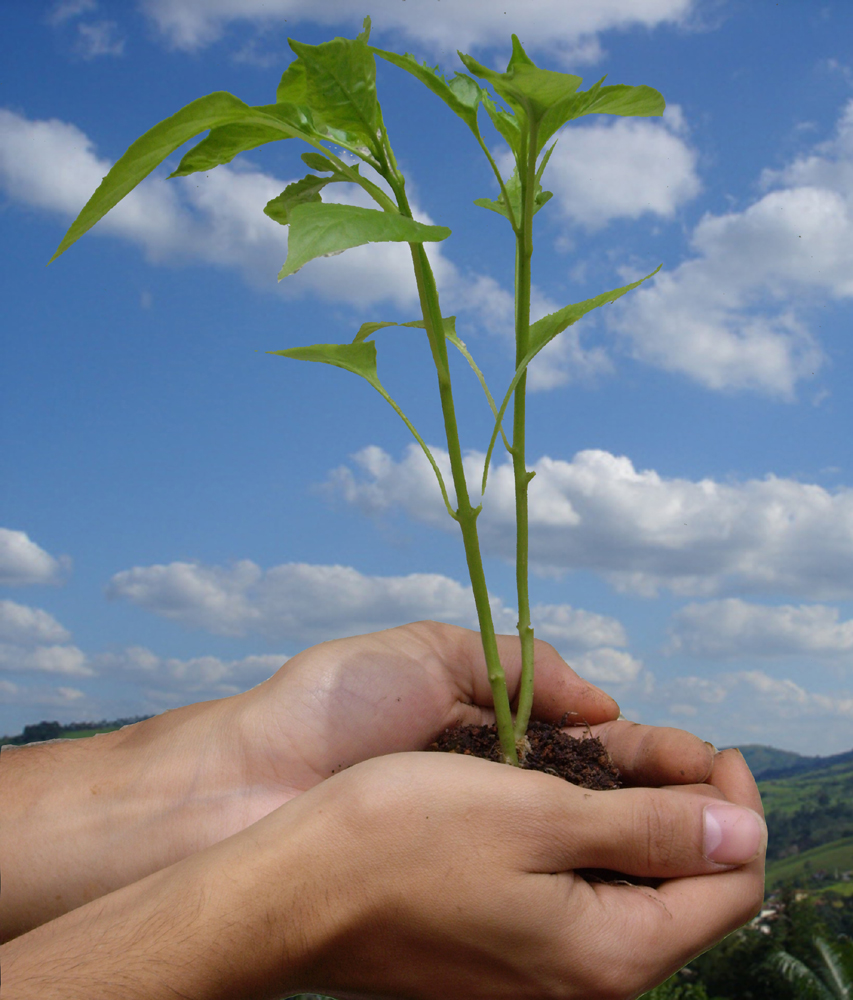

環境の日（かんきょうのひ、World Environment Day）は、6月5日を環境保全に対する関心を高め啓発活動を図る日として制定された、国連による国際的な記念日である。世界環境デー（せかいかんきょうデー）とも。
由来は、1972年6月5日からスウェーデンのストックホルムで開催された「国連人間環境会議」を記念している。1972年12月15日に日本とセネガルの共同提案により国連総会で世界環境デーとして制定された。日本では環境基本法（平成5年11月19日法律第91号）により「事業者及び国民の間に広く環境の保全についての関心と理解を深めるとともに、積極的に環境の保全に関する活動を行う意欲を高める」という目的のもと6月5日を環境の日と定めている（環境基本法第10条）。
6月の一カ月間は、環境月間として、毎年、環境省や地方自治体、企業などによって環境セミナーや展示会などが各地で開かれている。

## 統一テーマ
環境省では1992年から2003年まで「環境の日・環境月間」にあわせて普及啓発のため統一テーマを発表していた。
- 2003年 はじめています。地球にやさしい新生活
- 2002年 見直そう今までの暮らし　考えようこれからの暮らし
- 2001年 時代が変わる　私が変わる　環境世紀の幕開けです
- 2000年 循環社会　捨てずに生かす　新時代
- 1999年 きこえますか地球の鼓動、みえますか環境の世紀
- 1998年 地球と未来の仲間のために　暮らしを変える　わたしから
- 1997年 地球が発熱！　あなたが止める　温暖化
- 1992年-1996年 地球とはもっとなかよくなれるはず

## 世界環境デーのテーマ
国連環境計画（UNEP）では「世界環境デー・環境月間」にあわせて記念式典を開き、テーマを発表している。
| 年     | ホスト国/都市                            | テーマ (英語)                                                                            | テーマ (日本語)                                  |  |
| ------ | ---------------------------------------- | ---------------------------------------------------------------------------------------- | ------------------------------------------------ |  |
| 1974年 | アメリカ合衆国 / ワシントン州 スポケーン | Only one Earth during Expo '74                                                           | かけがえのない地球                               |  |
| 1975年 | バングラディッシュ / ダッカ              | Human Settlements                                                                        |                                                  |  |
| 1976年 | カナダ / オンタリオ州                    | Water: Vital Resource for Life                                                           |                                                  |  |
| 1977年 | バングラディッシュ / シレット            | Ozone Layer Environmental Concern; Lands Loss and Soil Degradation                       |                                                  |  |
| 1978年 | バングラディッシュ / シレット            | Development Without Destruction                                                          |                                                  |  |
| 1979年 | バングラディッシュ / シレット            | Only One Future for Our Children – Development Without Destruction                       |                                                  |  |
| 1980年 | バングラディッシュ / シレット            | A New Challenge for the New Decade: Development Without Destruction                      |                                                  |  |
| 1981年 | バングラディッシュ / シレット            | Ground Water; Toxic Chemicals in Human Food Chains                                       |                                                  |  |
| 1982年 | バングラディッシュ / ダッカ              | Ten Years After Stockholm (Renewal of Environmental Concerns)                            |                                                  |  |
| 1983年 | バングラディッシュ / シレット            | Managing and Disposing Hazardous Waste: Acid Rain and Energy                             |                                                  |  |
| 1984年 | バングラディッシュ / ラジシャヒ          | Desertification                                                                          |                                                  |  |
| 1985年 | パキスタン / イスラマバード              | Youth: Population and the Environment                                                    |                                                  |  |
| 1986年 | カナダ / オンタリオ州                    | A Tree for Peace                                                                         |                                                  |  |
| 1987年 | ケニア / ナイロビ                        | Environment and Shelter: More Than A Roof                                                |                                                  |  |
| 1988年 | タイ王国 / バンコク                      | When People Put the Environment First, Development Will Last                             |                                                  |  |
| 1990年 | メキシコ / メキシコシティ                | Children and the Environment                                                             |                                                  |  |
| 1991年 | スウェーデン / ストックホルム            | Climate Change. Need for Global Partnership                                              |                                                  |  |
| 1992年 | ブラジル / リオデジャネイロ              | Only One Earth, Care and Share                                                           |                                                  |  |
| 1993年 | 中華人民共和国 / 北京市                  | Poverty and the Environment – Breaking the Vicious Circle                                |                                                  |  |
| 1994年 | イギリス / ロンドン                      | One Earth One Family                                                                     |                                                  |  |
| 1995年 | 南アフリカ共和国 / プレトリア            | We the Peoples: United for the Global Environment                                        |                                                  |  |
| 1996年 | トルコ / イスタンブール                  | Our Earth, Our Habitat, Our Home                                                         |                                                  |  |
| 1997年 | 大韓民国 / ソウル特別市                  | For Life on Earth                                                                        |                                                  |  |
| 1998年 | ロシア / モスクワ                        | For Life on Earth – Save Our Seas                                                        |                                                  |  |
| 1999年 | 日本 / 東京                              | Our Earth – Our Future – Just Save It!                                                   | 私たちの地球 私たちの未来 救うのは今！           |  |
| 2000年 | オーストラリア / アデレード              | The Environment Millennium – Time to Act                                                 | 環境世紀の幕開け－今こそが行動の時               |  |
| 2001年 | イタリア / トリノ キューバ / ハバナ      | Connect with the World Wide Web of Life                                                  |                                                  |  |
| 2002年 | 中華人民共和国 / 広東省 深圳市           | Give Earth a Chance                                                                      | 地球にチャンスを                                 |  |
| 2003年 | レバノン / ベイルート                    | Water – Two Billion People are Dying for It!                                             | 水－20億人が水のために生命の危険にさらされている |  |
| 2004年 | スペイン / バルセロナ                    | Wanted! Seas and Oceans – Dead or Alive?                                                 | 私たちの選択－海は死ぬのか、生きるのか？         |  |
| 2005年 | アメリカ / サンフランシスコ              | Green Cities – Plant for the Planet!                                                     | 緑の都市：地球のための計画を！                   |  |
| 2006年 | アルジェリア / アルジェ                  | Deserts and Desertification – Don't Desert Drylands!                                     | 乾燥地を見捨てるな！                             |  |
| 2007年 | イギリス / ロンドン                      | Melting Ice – a Hot Topic?                                                               | 溶ける氷－熱いテーマ？                           |  |
| 2008年 | ニュージーランド / ウェリントン          | Kick The Habit – Towards A Low Carbon Economy                                            | 悪癖を絶ち、低炭素経済の実現を                   |  |
| 2009年 | メキシコ / メキシコシティ                | Your Planet Needs You – Unite to Combat Climate Change                                   | 地球はあなたを必要としている                     |  |
| 2010年 | バングラディッシュ / ランプル            | Many Species. One Planet. One Future                                                     | 多くの生物種。一つの地球。一つの未来。           |  |
| 2011年 | インド / デリー                          | Forests: Nature at your Service                                                          | 森林、それはみんなの自然                         |  |
| 2012年 | ブラジル / ブラジリア                    | Green Economy: Does it include you?                                                      | グリーン・エコノミー：あなたもその一部ですか？   |  |
| 2013年 | モンゴル / ウランバートル                | Think.Eat.Save. Reduce Your Foodprint                                                    | 考えて食べ節約し、食料廃棄を減らそう             |  |
| 2014年 | バルバドス / ブリッジタウン              | Raise your voice, not the sea level                                                      | 海面を上げるのでなく、声を上げよう               |  |
| 2015年 | イタリア / ローマ                        | Seven Billion Dreams. One Planet. Consume with Care.                                     | 70億の夢。一つの地球。注意して消費を             |  |
| 2016年 | アンゴラ / ルアンダ                      | Zero Tolerance for the Illegal Wildlife trade                                            | なくそう！野生生物の違法取引                     |  |
| 2017年 | カナダ / オタワ                          | Connecting People to Nature – in the city and on the land, from the poles to the equator | 人と自然をつなぐ                                 |  |
| 2018年 | インド / ニューデリー                    | Beat Plastic Pollution                                                                   | プラスチック汚染をなくそう                       |  |
| 2019年 | 中華人民共和国                           | Beat Air Pollution                                                                       | 大気汚染をなくそう                               |  |
| 2020年 | コロンビア                               | Time for Nature                                                                          | 自然のための時                                   |  |
| 2021年 | パキスタン                               | Ecosystem restoration                                                                    | 生態系の復元                                     |  |
| 2022年 | スウェーデン                             | Only one Earth                                                                           | かけがえのない地球                               |  |
| 2023年 | コートジボワール                         | Solutions to Plastic Pollution                                                           | プラスチック汚染を解消しよう                     |  |
| 2024年 | サウジアラビア                           | Land restraution, desertification, and drought resilience                                | 土地の再生、砂漠化と旱魃からの回復               |  |
| 2025年 | 大韓民国                                 | Beating plastic pollution                                                                | ブラスチック汚染を撲滅しよう                     |  |

## エピソード
- 1994年発行の「環境の日制定記念」の切手は、同年の6月5日当日が日曜日であったため、郵便局の前営業日である6月3日が発行日となった。シートの題字部分には「環境の日（6月5日）制定記念」と実際の「環境の日」の日付が記されている[7]。